# Élection gouvernorale de 2024 au Delaware
L' élection gouvernorale de 2024 au Delaware a lieu le 5 novembre 2024 afin d'élire le gouverneur de l'État américain du Delaware.
Le gouverneur sortant démocrate John Carney ne peut pas se représenter. Le démocrate Matt Meyer est élu pour lui succéder.

## Contexte
Le gouverneur sortant démocrate John Carney ne peut pas se représenter, après deux mandats effectués.

## Système électoral
Le gouverneur du Delaware est élu pour un mandat de quatre ans au scrutin uninominal majoritaire à un tour.

## Primaire démocrate

### Candidats
- Bethany Hall-Long, lieutenant-gouverneure du Delaware
- Matt Meyer, exécutif du Comté de New Castle
- Collin O'Mara, président de la National Wildlife Federation

### Résultats
| Candidat | Candidat          | Voix   | %    |  |
| -------- | ----------------- | ------ | ---- |  |
|          | Matt Meyer        | 40 518 | 47,0 |  |
|          | Bethany Hall-Long | 31 588 | 36,6 |  |
|          | Collin O'Mara     | 14 142 | 16,4 |  |
|          |                   |        |      |  |
| Total    | Total             | 86 248 | 100  |  |

## Primaire républicaine

### Candidats
- Jerry Price, officier de police retraité
- Mike Ramone, représentant du Delaware
- Bobby Williamson, contracteur

### Résultats
| Candidat | Candidat         | Voix   | %    |  |
| -------- | ---------------- | ------ | ---- |  |
|          | Mike Ramone      | 26 414 | 72,3 |  |
|          | Jerry Price      | 5 971  | 16,3 |  |
|          | Bobby Williamson | 4 153  | 11,4 |  |
|          |                  |        |      |  |
| Total    | Total            | 36 538 | 100  |  |

## Résultats
| Candidat                 | Candidat    | Parti       | Voix    | %     |
| ------------------------ | ----------- | ----------- | ------- | ----- |
|                          | Matt Meyer  | Démocrate   | 279 543 | 56,10 |
|                          | Mike Ramone | Républicain | 219 008 | 43,90 |
|                          |             |             |         |       |
| Votes valides            |             |             |         |       |
| Votes blancs et nuls     |             |             |         |       |
| Total                    | Total       | Total       |         | 100   |
| Abstention               |             |             |         |       |
| Inscrits / participation |             |             |         |       |